# Bhutan na Letnich Igrzyskach Olimpijskich Młodzieży 2010
Bhutan na Letnich Igrzyskach Olimpijskich Młodzieży 2010 reprezentuje 1 zawodniczka, startująca w taekwondo.

## Skład kadry

### Taekwondo

#### Dziewczęta
| Atleta       | Kategoria     | Wynik                  |
| ------------ | ------------- | ---------------------- |
| Chimi Wangmo | Poniżej 49 kg | Odpadła w ćwierćfinale |